# Капацанениј Памантени
Капацанениј Памантени (рум. Căpățânenii Pământeni) је насеље у општини Арефу у жупанији Арђеш у Румунији. Према попису из 2021. у насељу је било 544 становника.

## Становништво
| 1992. | 2002. | 2011. | 2021. |
| ----- | ----- | ----- | ----- |
| 702   | 696   | 586   | 544   |

Према попису из 2021. у насељу је живело 544 становника што је за 42 мање (-7,17%) у односу на попис из 2011. када је било 586 становника.
Према попису из 2011. већину станоништва чинили су Румуни (97,61%).
| Етнички састав према попису из 2011.‍ | Етнички састав према попису из 2011.‍ | Етнички састав према попису из 2011.‍ | Етнички састав према попису из 2011.‍ | Етнички састав према попису из 2011.‍ |
| ------------------------------------ | ------------------------------------ | ------------------------------------ | ------------------------------------ | ------------------------------------ |
|                                      |                                      |                                      |                                      |                                      |
| Румуни                               | Румуни                               |                                      | 572                                  | 97,61%                               |
| Украјинци                            | Украјинци                            |                                      | 1                                    | 0,17%                                |
| Непознато                            | Непознато                            |                                      | 13                                   | 2,22%                                |